# Deposizione di Gesù (Pietro Cavaro)
La  Deposizione di Gesù è un dipinto di Pietro Cavaro, la tavola faceva parte del retablo della Madonna dei sette dolori che l'artista aveva realizzato per la chiesa dell'Ordine mendicante degli Agostiniani di Cagliari. Dal 2016, a seguito dell'acquisizione da parte del Ministero dei Beni Culturali, il dipinto è conservato  a Cagliari nella Pinacoteca nazionale.

## Storia
L’opera è stata acquisita dal Ministero dei Beni e delle Attività Culturali e del Turismo alla fine del 2014. Dietro la segnalazione di Luigi Agus e grazie alla determinazione di Maria Assunta Lorrai (allora direttrice Regionale per i Beni Culturali della Sardegna). Nel luglio 2012 il dipinto era andato in asta a Parigi, l’anno seguente, dopo essere passato da Londra e forse New York il dipinto ricomparve a Napoli. Nel 2014 il Mibact deliberò l’acquisto dell'opera dalla Galleria Porcini di Napoli. L’opera rappresenta un importante tassello per la ricostruzione del Retablo della “Madonna dei sette dolori” di Pietro Cavaro, retablo andato disperso alla fine del XIX secolo, e si ricongiunge alla superstite Pietà di Tangeri che fa parte della collezione della Pinacoteca Nazionale dal 1955, quando Raffaello Delogu la recuperò dalla collezione Antico a Tangeri.

### Storia del retablo
Il retablo della Madonna dei sette dolori, probabilmente commissionato al Cavaro dai francescani, originariamente si trovava all'interno della chiesa dell'ordine mendicante; dopo la demolizione della chiesa, secondo lo Spano, fu trasferito nel sant'Agostino Nuovo.
Alla fine del XIX secolo il retablo era andato disperso.
Attualmente, oltre alla tavola della Deposizione, quel che resta del retablo di Nostra Signora dei Sette Dolori è la tavola centrale raffigurante la Madonna Addolorata che è conservata nella chiesa di Santa Rosalia a Cagliari. 
Attorno alla tavola della Madonna addolorata, nello scomparto mediano basso del retablo, oltre appunto alla deposizione, erano disposte sicuramente una Fuga in Egitto, un Gesù fra i dottori e una Salita al calvario. Inoltre dovevano probabilmente completare questo retablo una Crocifissione e una Deposizione nel sepolcro, di cui però non si ha più notizia.

## Descrizione
La scena rappresenta la sepoltura di Cristo, e mostra una fase del "compianto", più specificamente rappresentato nella tavola del polittico detta Pietà di Tangeri (quest'ultima ambientata sullo sfondo del Calvario). Nicodemo e Giuseppe d'Arimatea portano il corpo esangue di Cristo sulla pietra dell'unzione del sepolcro, circondati dal gruppo dei dolenti. Il cielo dorato mostra un'influenza iberica.